# 邱玉婷
邱玉婷（1975年01月6日—），台灣台南人，台灣電視節目製作人，現任職映畫傳播總經理，畢業於東海大學社會工作學系。

## 電視節目製作
- 1996年

進入傳播業，擔任助理編劇、策劃、執行製作等職務。
- 2003年

首次擔任製作人之綜藝節目為華視《TV三賤客》。
- 2003年

製作華視綜藝節目《TV三賤客》、《TV搜查線》（從《TV三賤客》獨立的節目），捧紅了陳建州、羅志祥、Makiyo等藝人。此新型態的綜藝節目，紅遍兩岸三地，收視長年居冠。
- 2005年

製作台灣第一個國外企業贊助 (樂金電器) 置入之節目《千萬大挑戰》、《幸福加油站》、《成名一瞬間》。
- 2006年

製作台灣第一個真人實境選秀節目《成名一瞬間》，由毒舌評審包小松、包小柏主持，總計製作三季，節目培養出許多，至今活耀在娛樂圈的藝人，LIZ、楊賢齡、夏宇童、高尹辰...等。
- 2007年

製作台灣第一個兒童歌唱選秀節目，播出四年半，培育出許多童星，包括知名童星劉羽謙、紀亮竹、王祥如、溫喬茵、古理德……等。
其中古理德以公共電視台戲劇《刺蝟男孩》入圍2014年金鐘獎最佳男配角獎。
- 2010年~至今

擔任周杰倫首度主持的電視節目《Mr.J頻道》之節目製作人。（中天電視）
- 2011-2012年

與中國土豆網合作打造由庾澄慶主持之時尚節目《哈林哈時尚》，以及黃子佼主持的選秀節目《今晚淘汰誰》。
- 2013年

製作日本綜藝天王田村淳首度來台主持之綜藝節目《絕對不單淳》。

## 綜藝節目製作列表

### 台灣電視節目
| 播出頻道   | 節目名稱                                                                             |
| 華視       | 金曲龍虎榜                                                                           |
| 華視       | 我愛龍珠                                                                             |
| 華視       | 好運旺旺來                                                                           |
| 華視       | 歌王俱樂部                                                                           |
| 華視       | 歡樂在周六                                                                           |
| 華視       | TV三賤客                                                                             |
| 華視       | TV搜查線                                                                             |
| 華視       | 千萬大挑戰                                                                           |
| 華視       | 幸福加油站                                                                           |
| 民視       | 成名一瞬間                                                                           |
| 高點       | 幸福向前衝                                                                           |
| 民視       | 成名一瞬間之超級童盟會                                                               |
| 中天       | Mr.J頻道                                                                             |
| 中視       | 漢寶開賣啦                                                                           |
| 中視       | 電影看恆寶                                                                           |
| 民視       | 好膽你就來                                                                           |
| 緯來綜合台 | 就是愛RUN玩                                                                          |
| 東森綜合台 | 美!少女聖典                                                                          |
| 東森綜合台 | 絕對不單淳                                                                           |
| 民視       | 流行新勢力                                                                           |
| 公視       | 音樂創世紀                                                                           |
| 緯來綜合台 | 我是美喉王                                                                           |
| 東森超視   | 請問今晚住誰家                                                                       |
| 衛視中文台 | 一袋女王                                                                             |
| 衛視中文台 | 鴻門家宴                                                                             |
| 東森綜合台 | 花甲少年趣旅行（2022年4月開播， 由黃仲崑、葉璦菱、魏蔓、李玉璽主持「第一次旅行」。） |
| 衛視中文台 | 鴻門家宴婆媳廚房                                                                     |

### 中國網路平台
| 播出平台 | 節目名稱   |
| 土豆網   | 哈林哈時尚 |
| 土豆網   | 今晚淘汰誰 |

## 電視戲劇製作
| 年份   | 播出頻道   | 節目名稱   |
| 2014年 | TVBS       | A咖的路    |
| 2021年 | 東森       | 神之鄉     |
| 2021年 | 衛視中文台 | 如果花知道 |

## 活動專案籌劃

### 音樂季
| 年份   | 活動名稱           | 備註 |
| 2007年 | 白色海洋音樂祭     | -    |
| 2013年 | 貢寮國際海洋音樂祭 | -    |
| 2015年 | 桃園鐵玫瑰音樂節   |      |
| 2016年 | 桃園瘋搖滾系列活動 |      |
| 2016年 | 桃園耶誕搖滾桃樂夜 |      |
| 2017年 | 桃園瘋搖滾系列活動 |      |
| 2018年 | 桃園鐵玫瑰音樂節   |      |

### 演唱會
| 年份   | 活動名稱             | 備註       |
| 2011年 | 愛傳承關懷巡迴演唱會 | -          |
| 2013年 | 台中跨年晚會         | -          |
| 2013年 | 四海同心聯歡大會     | 僑務委員會 |
| 2014年 | 四海同心聯歡大會     | 僑務委員會 |
| 2015年 | 四海同心聯歡大會     | 僑務委員會 |
| 2016年 | 四海同心聯歡大會     | 僑務委員會 |

### 募款活動
| 年份   | 活動名稱                               | 備註     |
| 2009年 | 民間有情 全民送愛 八八賑災募款晚會     | 民視轉播 |
| 2014年 | 全民祈福 天佑台灣 高雄再起賑災募款晚會 | 華視轉播 |

### 記者會
| 年份   | 活動名稱              | 備註   |
| 2013年 | 國片造勢記者會        | 文化部 |
| 2013年 | 李安導演回家-記者會   | 文化部 |
| 2013年 | 李安導演回家-歡迎酒會 | 文化部 |
| 2013年 | 李安導演回家-電影論壇 | 文化部 |

### 影展
| 年份   | 活動名稱                             | 備註   |
| 2013年 | 台灣國際紀錄片雙年展精選影片巡迴影展 | 文化部 |